# Dzeliwe
Dzeliwe Shongwe, (Mbabane, Suazilândia, 1927 - 2003) foi regente da Suazilândia entre 21 de agosto de 1982 e 9 de agosto de 1983. 

## Biografia
Dzeliwe é uma das esposas do rei Sobhuza II, entre as setenta que teve, com quem tem um filho, o príncipe Khuzulwandie Dlamini. 
Após a morte de seu marido em agosto de 1982, o Liqoqo (Conselho do Interior Real) nomeou Dzeliwe como rainha regente, devido a priori ao seu nível de instrução, enquanto esperava o filho deste com Ntombi Tfawala, o príncipe Makhosetive, nomeado pelo Conselho Real como seu sucessor, ter vinte e dois anos de idade.
O Liqoqo apoia sua regência, mas logo surgem desentendimentos com o primeiro-ministro, o príncipe Mabandla Dlamini, e outros membros do Congresso liderados por outro príncipe, Mfansibili Dlamini. Além das oposições entre as pessoas, esse conflito é a parte visível de uma crise do regime monárquico. O príncipe Mabandla Dlamini foi escolhido como primeiro ministro pelo rei anterior, Sobhuza II, por sua aparente maleabilidade, honestidade e ponderação, mas ele também é um reformador. Ele já havia tentado, sob o reinado de Sobhuza II, combater a corrupção, endêmica na corte e nos principais círculos do país, mas, diretamente ameaçada, os membros da família real (uma família real de três mil e quinhentos membros ...) e seus feudatários haviam conseguido parar a operação. Seu principal adversário político, o príncipe Mfansibili Dlamini, apelidado de "príncipe da corrupção", foi preso algum tempo por ordem do príncipe Mabandla. O príncipe Mabandla também planejou tornar as regras constitucionais mais formais e reduzir as prerrogativas dos monarcas em benefício do governo e do parlamento, levantando contra esses projetos as forças interessadas no status quo.
Os problemas entre o primeiro-ministro, o príncipe Mabandla Dlamini e o príncipe Mfansibili Dlamini continuam até março de 1983, quando o príncipe Mabandla é substituído pelo príncipe Bhekimpi Dlamini. A rainha Dzeliwe, que não tem muita experiência no exercício do poder e que não é de fato conhecida por seus súditos, está sendo destruída pelo Liqoqo e, neste conselho, pelos partidários do Príncipe Mfansibili Dlamini. Além disso, sua viuvez proíbe que ela se mostre ao público e se dirija diretamente a eles por dois anos. Suas decisões, como mudar o primeiro-ministro, são anunciadas ao reino por uma pessoa autorizada, um membro do conselho. Finalmente, ela é forçada por esse mesmo conselho a abdicar da regência em favor de Ntombi Tfwala, mãe do príncipe Makhosetive.
Entre 1981 e 1985 , ela foi co-presidente da Convenção Nacional.   
Em junho de 1987, doze pessoas foram acusadas de sedição e traição em conexão com a saída da rainha regente Dzeliwe em 1983. O Rei Mswati cria um tribunal especial para julgar esses crimes contra o rei e a rainha-mãe, onde os acusados não têm direito à representação. Em março de 1988, eles são julgados por um tribunal, mas são libertados em julho. 